# Pierre Alphonse Laurent
Pierre Alphonse Laurent, född 18 juli 1813 i Paris i Frankrike, död 2 september 1854 i samma stad, var en fransk matematiker och officer.
Laurent är mest känd för sin 1843 upptäckta Laurentserie, en omskrivning av en funktion till en oändlig potensserie, en generaliserad Taylorserie. Hans arbete publicerades först efter att han dog.